# Михайловский замок
Миха́йловский, или Инжене́рный, за́мок — бывший императорский дворец в центре Санкт-Петербурга по адресу Садовая ул., № 2. Возведён по заказу императора Павла I на рубеже XVIII—XIX веков в стиле романтического классицизма по типу «замка на воде» (расположен на стыке реки Мойки и реки Фонтанки; с западной и южной сторон были несохранившийся Церковный канал и ныне частично засыпанный Воскресенский канал). Вскоре по завершении строительства, 12 марта 1801 года, дворец стал местом его убийства. Общая сумма расходов на возведение и украшение замка составила 6 миллионов 171 тысячу 69 рублей.

## Название
Своим названием Михайловский замок обязан находящемуся в нём храму Михаила Архангела, покровителя первого царя из династии Романовых — Михаила Фёдоровича, и причуде Павла I, принявшего титул Великого магистра Мальтийского ордена, называть все свои дворцы «за́мками»; второе имя — «Инженерный» произошло от находившегося там с 1819 года Главного инженерного училища.

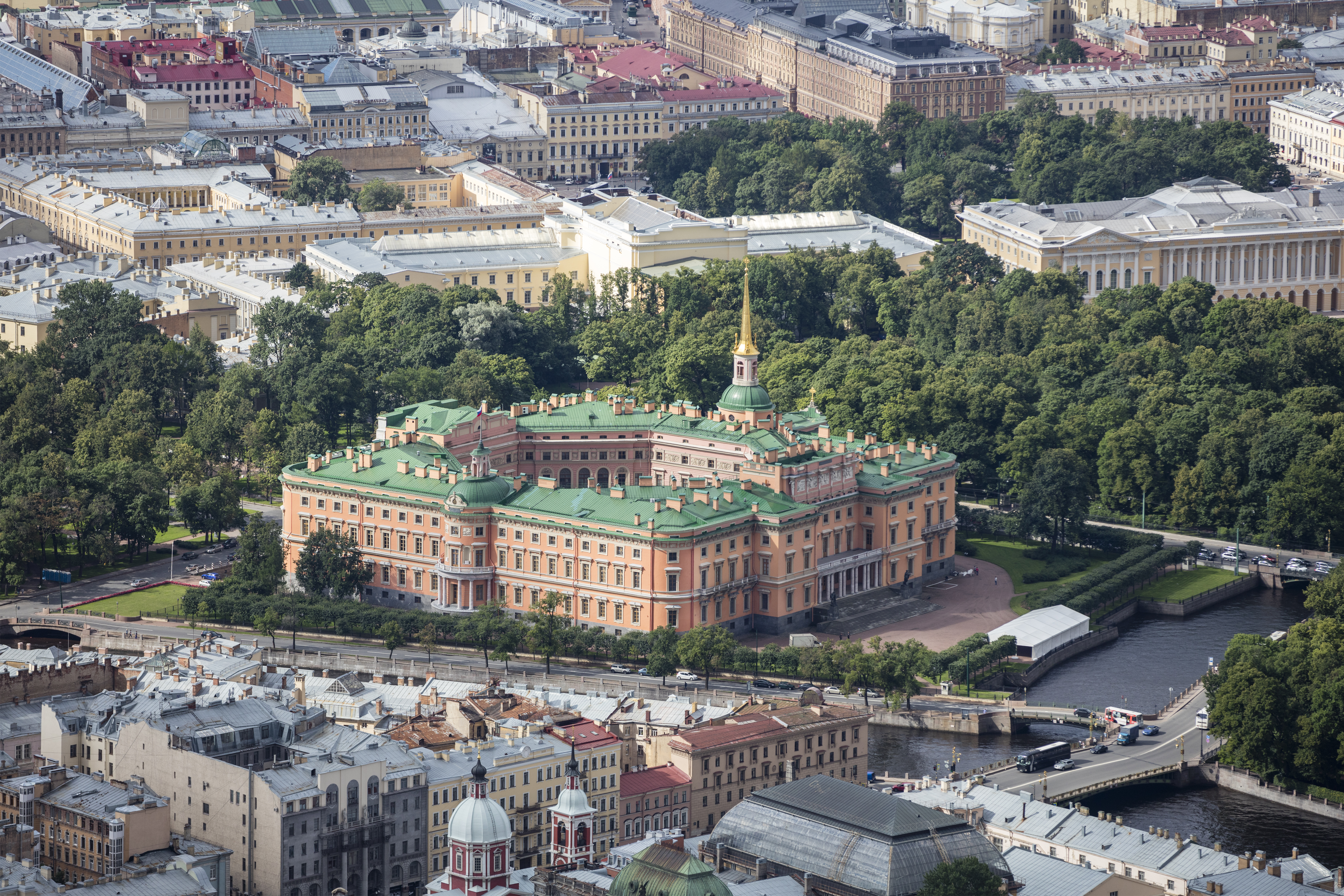
Михайловский замок с воздуха. За ним виден Михайловский сад, Этнографический музей и Михайловский дворец. Справа виден исток Мойки из Фонтанки

Ряд мемуаристов утверждает, что название связано с явлением архангела Михаила или его посланника караульному солдату на месте, где впоследствии был возведён замок. По крайней мере, именно так современники интерпретировали настоятельные требования государя называть замок «Михайловским» сразу после закладки. Не исключено, что легенда о видении распространялась императором сознательно для того, чтобы обосновать весьма сомнительную необходимость срочного возведения новой резиденции указанием святого.

## Строительство
Общий замысел создания замка и первые эскизы его планировки принадлежали самому Павлу. Работа над проектом будущей резиденции началась ещё в 1784 году, в бытность его великим князем. В процессе проектирования, которое длилось почти 12 лет, он обращался к различным архитектурным образцам, увиденным им во время заграничного путешествия 1781—1782 годов. Одним из возможных мест возведения нового дворца называлась Гатчина. К моменту начала строительства папка проектов императора насчитывала 13 различных вариантов будущего дворца.
Указ о строительстве замка — многолетней мечты, был издан в первый же месяц царствования Павла I, 28 ноября (9 декабря) 1796 года: «для постоянного государева проживания строить с поспешанием новый неприступный дворец-замок. Стоять ему на месте обветшалого Летнего дома».

Дворец этот занимает место, на котором прежде стоял Летний дворец, построенный Петром Великим в 1711 году, при слиянии Мойки с Фонтанкой. — Коцебу А. Ф. Ф. фон. Краткое описание императорского Михайловского дворца 1801 года.
Здание возведено на месте деревянного Летнего дворца Елизаветы Петровны, созданного архитектором Растрелли, где 20 сентября (1 октября) 1754 года великая княгиня Екатерина Алексеевна родила великого князя Павла Петровича и где во время переворота 1762 года была провозглашена императрицей его мать.

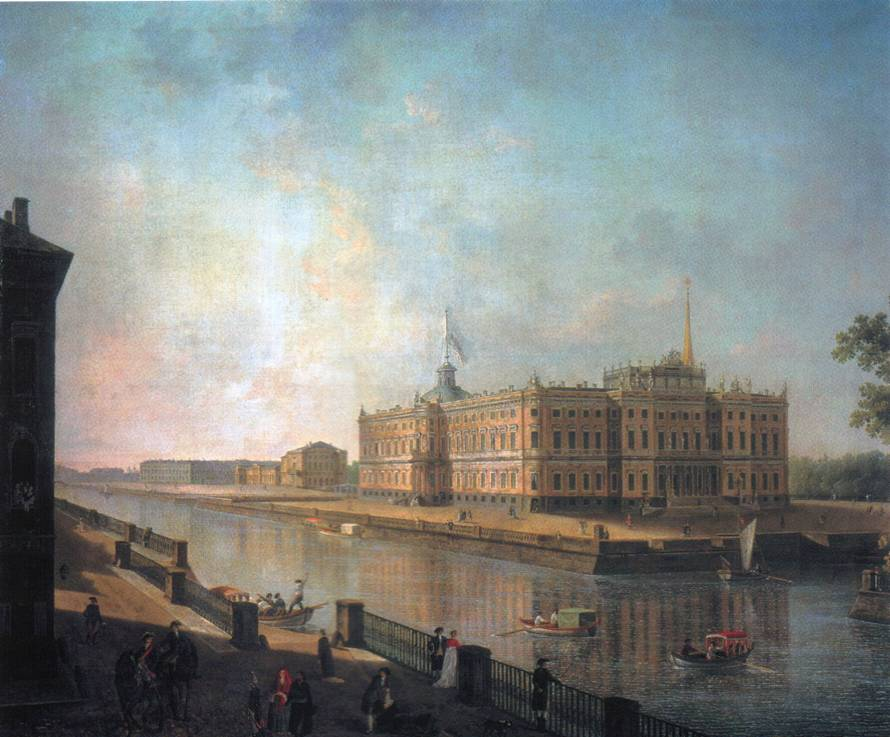
Федор Алексеев. Вид на Михайловский замок со стороны Фонтанки

Замок был построен в 1797—1801 годы, его первый камень заложен 26 февраля (9 марта) 1797 года. Первый проект дворца на основе рисунков императора, разработанных А. Ф. Г. Виолье был выполнен архитектором В. И. Баженовым. Но уже через две недели после закладки здания, Баженов из-за неосторожно высказанных критических замечаний о проекте Павла, был отстранён от всех работ. Дальнейшей разработкой проекта и строительством руководил архитектор В. Бренна.

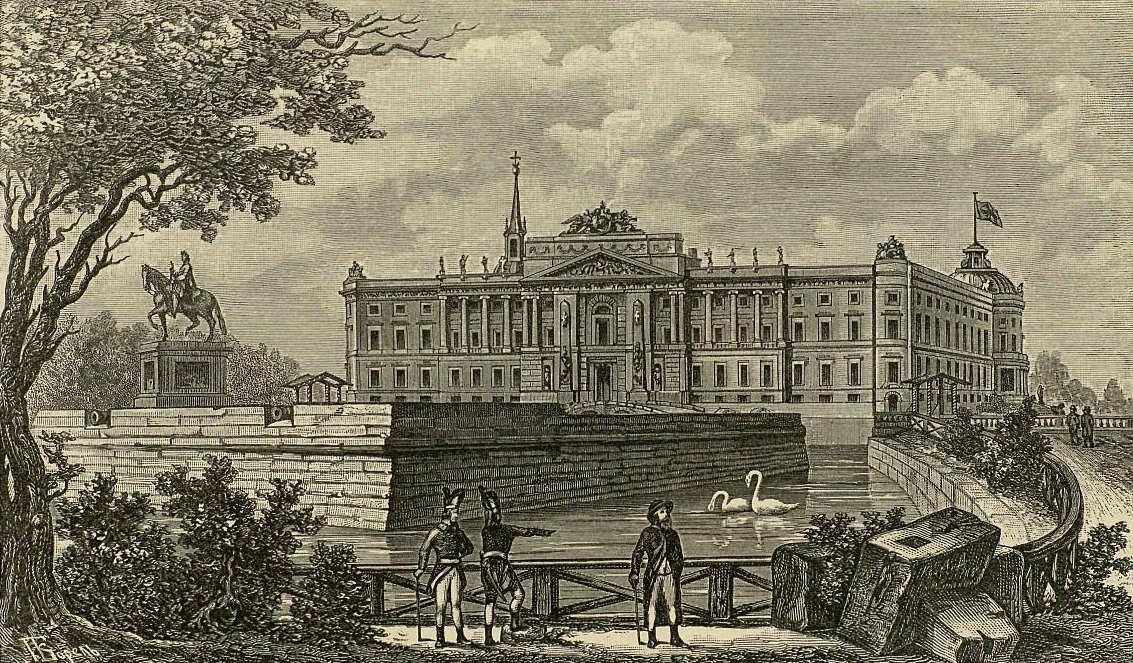
Вид Михайловского замка в 1800—1801 годах.

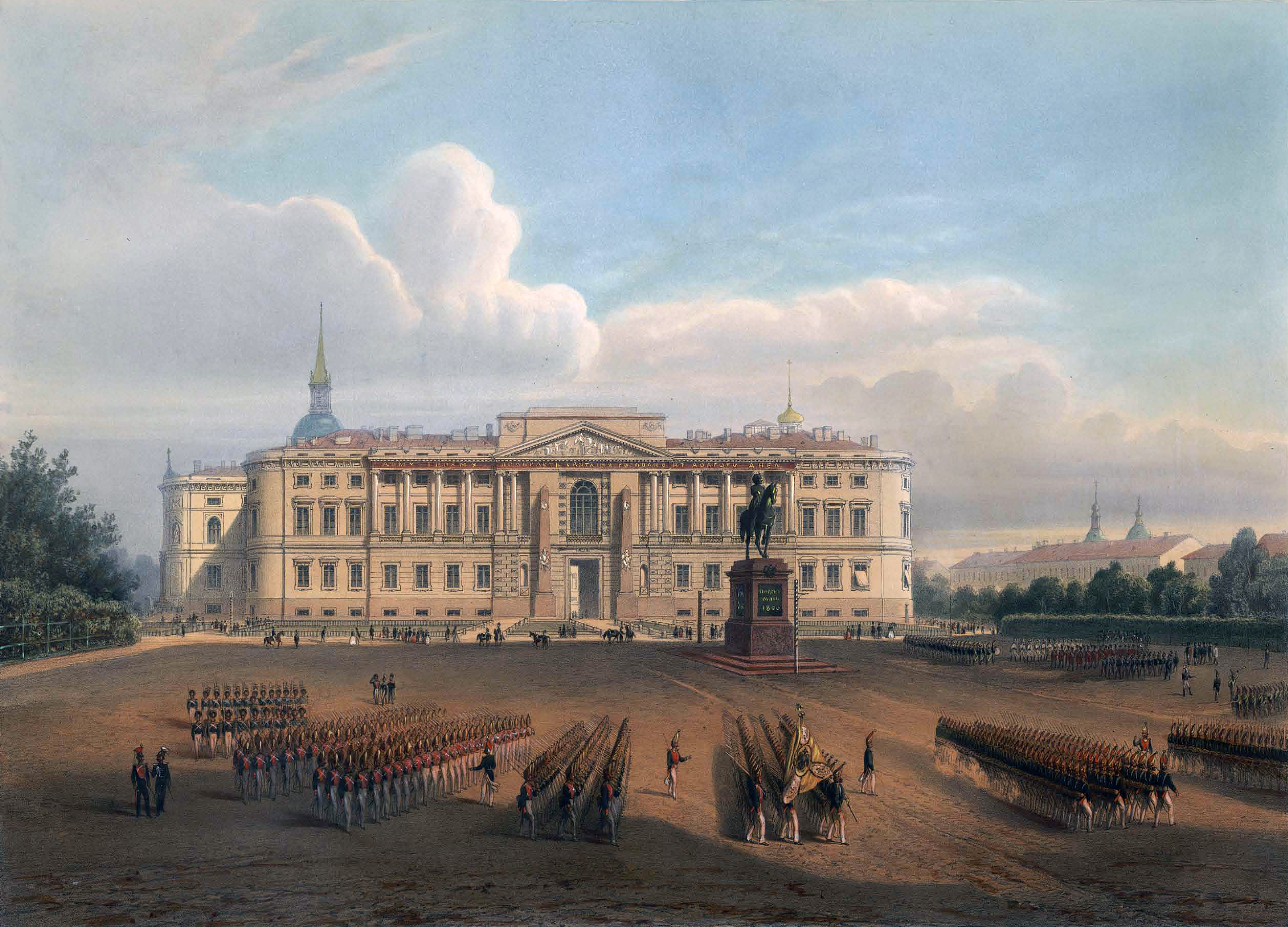
Михайловский замок в 1850-х годах

Помимо Баженова и Бренны в создании проекта принимал участие сам император, сочинивший несколько рисунков для него. В помощниках у Бренны также числились Фёдор Свиньин и Карл Росси. Павел I ускорял строительство, Винченцо Бренна получил чин статского советника, ему в помощь направлены Чарльз Камерон и Джакомо Кваренги. Кроме того, вместе с Бренной работали Е. Соколов, И. Гирш и Г. Пильников, а ещё на стадии создания проекта Павел привлекал А. Ф. Г. Виолье. Для ускорения работ были переброшены строительные материалы с других строек: декоративный камень, колонны, фризы и скульптуры из Царского Села и Академии художеств (были разобраны несколько павильонов в Царском Селе и дворец в Пелле); со стройки Исаакиевского собора по проекту Ринальди — мрамор, в том числе фриз с надписью, который поместили над главными воротами; из Таврического дворца — наборный паркет.
Для росписи потолков в парадных помещениях замка были привлечены известные художники того времени: итальянцы Карл Скотти и Антонио Виги, поляк Франциск Смуглевич, немец Иоганн Меттенлейтер. Интерьеры замка были украшены картинами крупнейших русских художников эпохи: И. А. Акимова, А. Е. Мартынова, Г. И. Угрюмова, В. К. Шебуева, а также проживавшего в России англичанина Д. Аткинсона. В художественную коллекцию Павла I, частично размещённую в замке, входили работы выдающихся художников: Рубенса, Грёза, Тьеполо и Маргариты Жерар. Кроме того, оригинальные интерьеры замка были щедро украшены мрамором и другим поделочным камнем, античными статуями (как оригиналами, так и копиями), скульптурами, созданными современниками императора Павла (в том числе, Гудоном), огромными вазами из поделочных камней, бронзовыми часами, зеркалами, расшитыми золотом бархатными портьерами. По словам современника, драматурга Августа Коцебу, интерьеры дворца производили на посетителя несколько нескладное, но весьма торжественное впечатление.
По распоряжению императора строительство велось днём и ночью (при свете фонарей и факелов), так как он требовал отстроить замок вчерне в тот же год. Число рабочих, трудившихся на стройке, доходило до 6 тыс. человек одновременно.
8 ноября 1800 года, в день Архангела Михаила, замок был торжественно освящён, но работы по его внутреннему убранству ещё продолжались до марта 1801 года.
Обследование оснований фундаментов Михайловского замка было проведено в 2002 году под руководством профессора В. Н. Бронина. Замок стоит на бутовой кладке в виде сплошной плиты толщиной 2,1—3,9 м. Ростверк изготовлен из двух рядов стволов хвойных деревьев. Под плитой сплошное свайное поле. Сваи длиной 6,4—10,7 м. Рекомендовано не углублять окружающий замок канал, чтобы не понижать уровень грунтовых вод и чтобы сваи не сгнили.

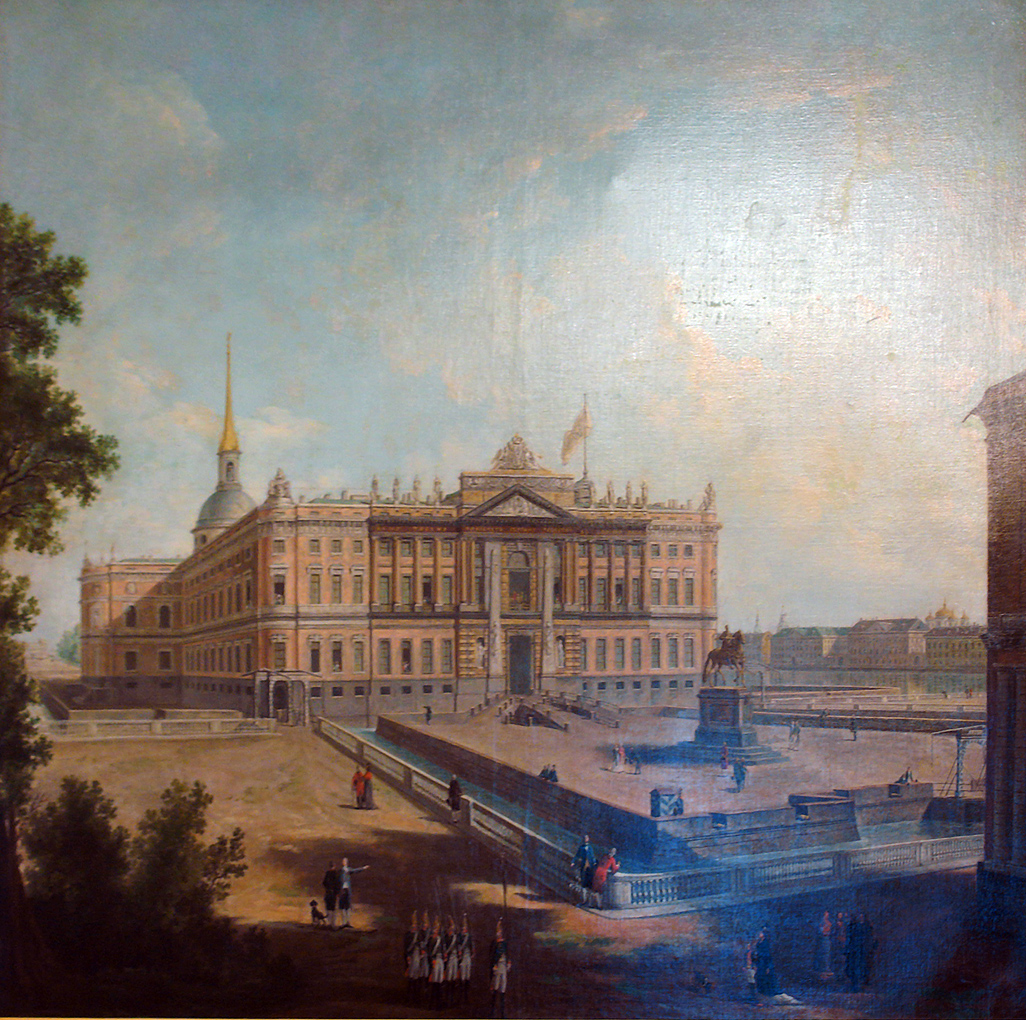
Алексеев. Вид на Михайловский Замок и площадь Коннетабля в Петербурге

## Архитектура Михайловского замка и её источники

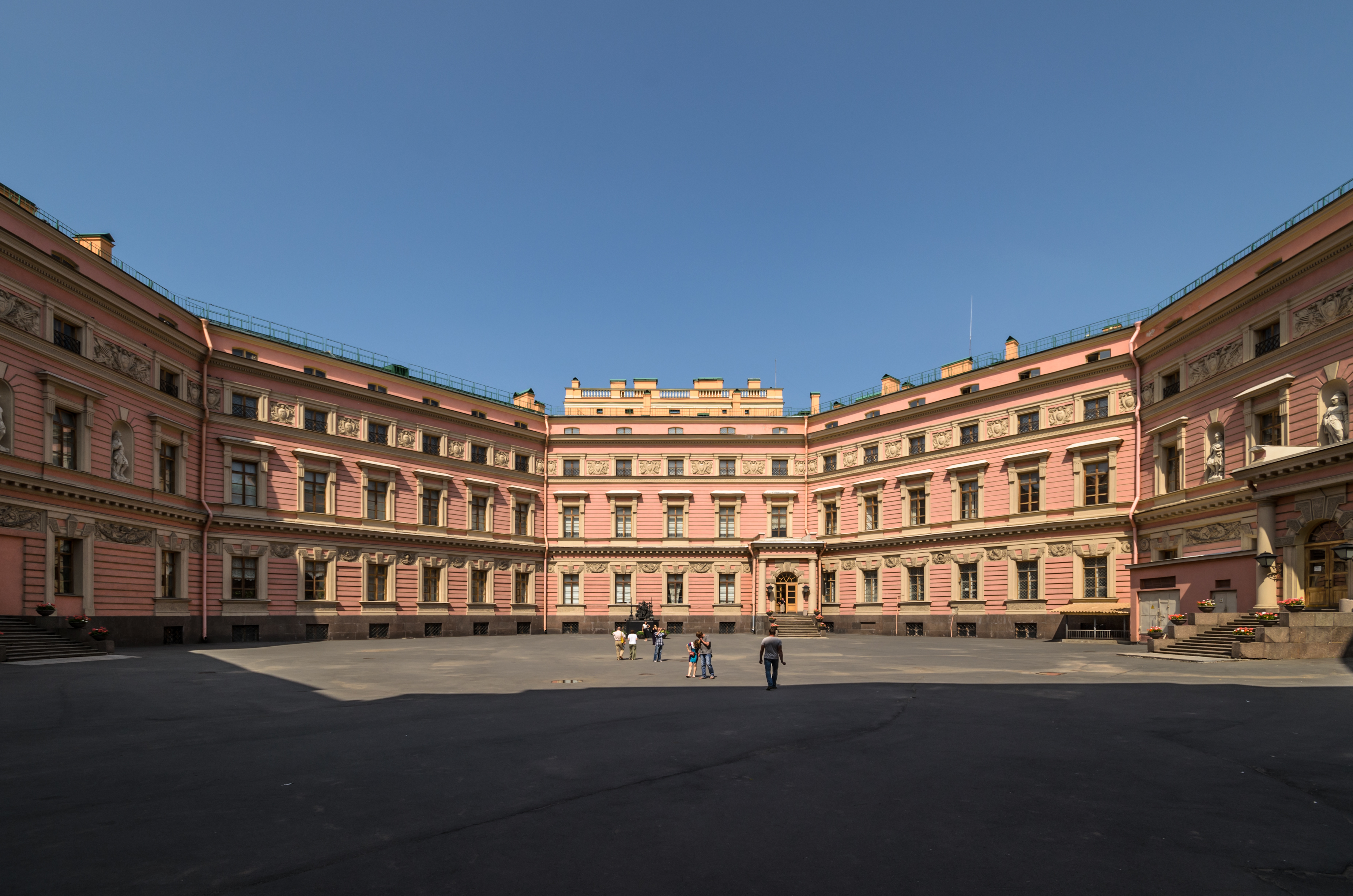
Большой двор замка

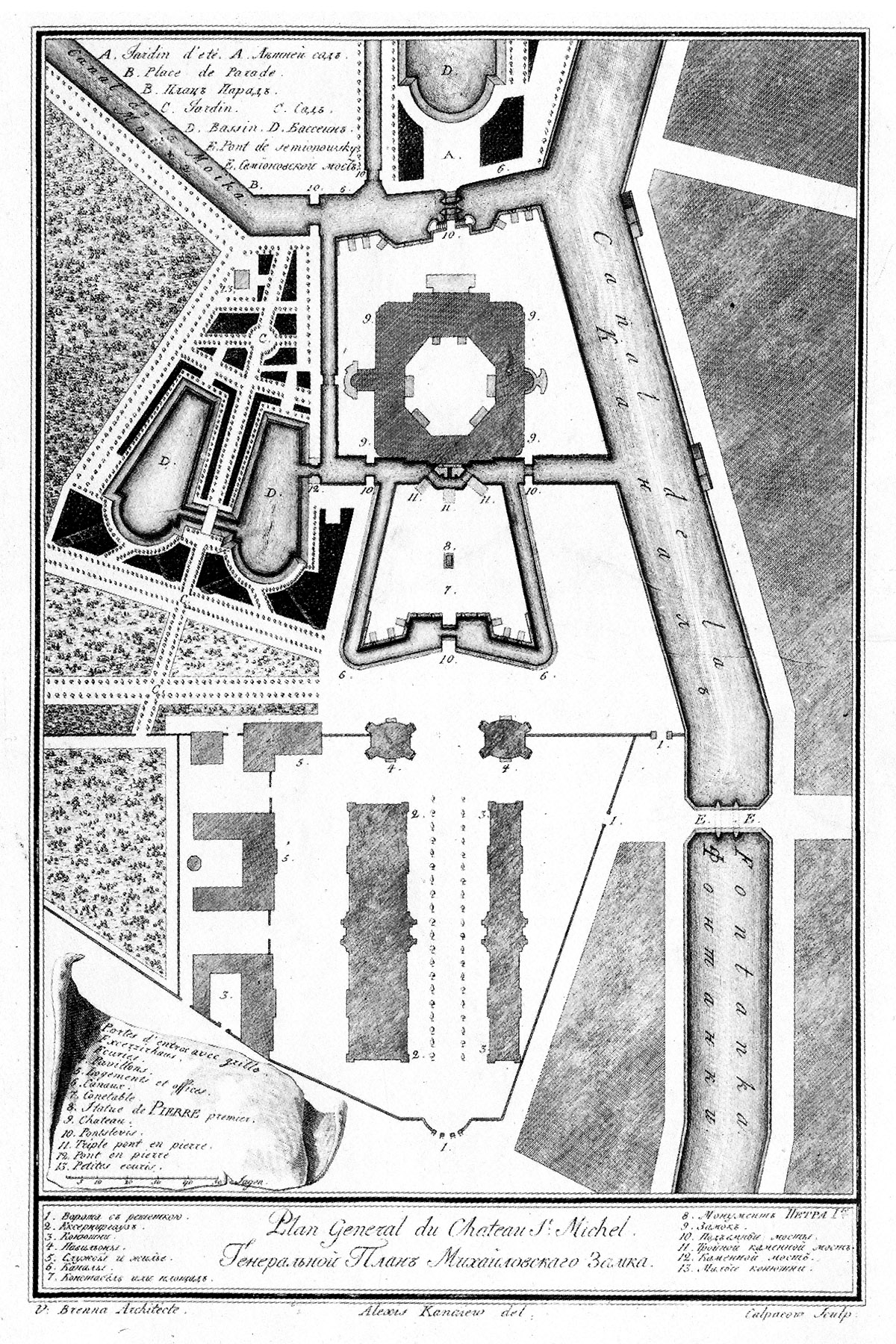
Генеральный план Михайловского замка. Рисунок В. Бренны

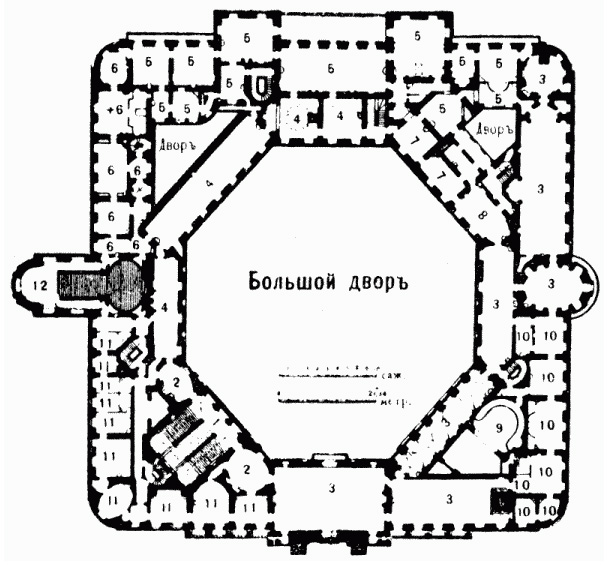
План замка

В плане Михайловский замок представляет собой ориентированный по сторонам света квадрат со скруглёнными углами, внутри которого находится октогональный (восьмиугольный) парадный внутренний двор. Главный въезд в замок находится с юга. Три расположенных под углом моста соединяли здание с находящейся перед ним площадью Коннетабля по образцу одноимённой площади в Шантийи, владении принцев Конде, которую будущий император Павел Петрович осматривал во время своего заграничного путешествия в июне 1782 года. В центре площади в Шантийи установлена конная статуя коннетабля Анри II Монморанси, а между павильонами — подъёмный мост. Эти особенности просматриваются в планировке усадьбы Павла в Гатчине и Михайловского замка в Санкт-Петербурге. Первый план петербургского замка, нарисованный рукой самого императора, а затем разработанный А. Ф. Г. Виолье, представляет собой как бы удвоенный треугольник плана дворца в Шантийи из альбома с видами Шантийи, подаренного Павлу принцем Конде в том же году.
Через ров с водой, окружавший площадь Коннетабля с установленным распоряжением Павла I в 1800 году памятником Петру I, также был переброшен деревянный подъёмный мост, по обеим сторонам которого стояли пушки. По кругу также находились бастионы с орудиями. За памятником, как в Шантийи, — ров и три моста, причём средний мост предназначался только для императорской семьи и иностранных послов и вёл к главному входу.
Здание расположено у истока реки Мойки из Фонтанки. Изначально оно было со всех сторон окружено водой: с севера и востока реки Мойка и Фонтанка, а с юга и запада каналы Воскресенский и Церковный (ныне засыпанный) отделяли замок от остального города, превращая территорию в искусственный остров. Попасть в него можно было только через мосты, охранявшиеся часовыми. Канал с южной стороны (воссоздан в 2003 году) подходит вплотную к цоколю, и возникает впечатление, что замок вырастает прямо из воды. Подход к зданию начинался от Итальянской улицы через тройные полуциркульные ворота, средний проезд которых предназначался лишь для членов императорской семьи. За ними находилась широкая прямая аллея, по которой были построены здания конюшен и манежа (экзерциргауз). Она заканчивалась у трёхэтажных павильонов-кордегардий, за которыми начинались предзамковые укрепления.
В конце 1798 года император Павел назначил себя гроссмейстером Мальтийского ордена. В облике Михайловского замка соединились романтические настроения и мальтийская символика. Замкнутый объём здания, скруглённые углы, ассоциирующиеся с круглыми угловыми башнями, создают суровый образ неприступной цитадели мальтийских рыцарей. Разработка композиции новой императорской резиденции через ряд вариантов привела к квадратному корпусу с восьмиугольным двором, который напоминает и круглый двор дворца Фарнезе в Капрароле, и его пятигранный внешний силуэт (Джакомо да Виньола, 1559). Всего существовало 12 либо 13 проектов по 8 листов каждый. Бренна, вероятно, соединял разные варианты, условно называемые «западноевропейскими» и «баженовскими». Ассоциацию с рыцарским замком усиливает золочёный шпиль церкви Св. Михаила, увенчанный мальтийским крестом. На флагштоке с противоположной стороны поднимали императорский штандарт. Полуротонда церкви, которая в замке Шантийи располагалась посередине фасада, отмечена полукруглым выступом апсиды в западной части здания и симметрично повторена на противоположной стороне петербургской постройки: тем самым зданию, не имевшему угловых башен, придано ещё большее сходство со средневековой крепостью.
Вероятны также влияния французской школы мегаломанов во главе с К.-Н. Леду через посредство В. И. Баженова, учившегося в Париже, а затем отстранённого Екатериной II от работ в Царицыне. Именно Баженову император Павел вначале поручил возглавить строительство, но уже через две недели после закладки здания, 4 марта 1797 года, отстранённого от всех работ.

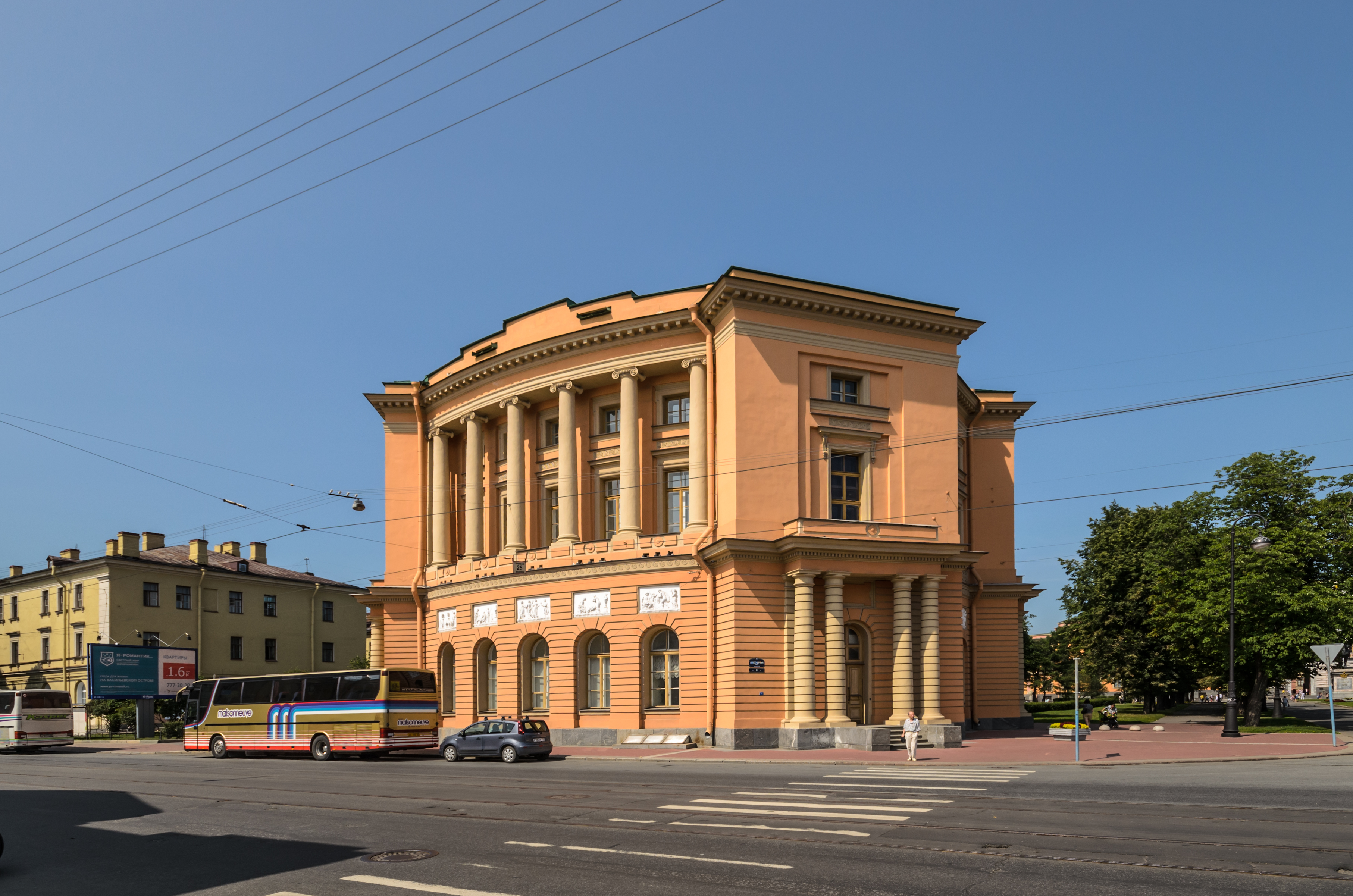
Кордегардия Михайловского замка

В композиции главного, южного, фасада Михайловского замка угадываются очертания триумфальной арки Сен-Дени в Париже, возведённой в 1672 году по проекту Франсуа Блонделя Старшего, основоположника французского академического классицизма. Колоннада большого ордера боковых частей южного фасада напоминает «Колоннаду Лувра» — работу К. Перро в Париже. По сторонам портала, как и в арке Сен-Дени, к фасаду как бы прислонены два обелиска с римскими воинскими арматурами и вензелями Павла I. Такие же арматуры украшают внутренний октогональный двор — блестящую работу Винченцо Бренны.
Известно также, что в 1782 году, во время путешествия по странам Западной Европы, наследник Павел Петрович был в Парме (Эмилия-Романья, Северная Италия) и встречался там с французским архитектором Э.-А. Петито. Проект главного фасада дворца герцога Фердинанда I Бурбона (Palazzo Ducale) в Парме, созданный Петито, представляет собой оригинальное совмещение композиции арки Сен-Дени, с двумя обелисками и с арматурами по сторонам, и традиционного фасада городского палаццо с треугольным фронтоном. Фасады дворца в Парме и замка в Петербурге почти полностью совпадают.
Эффектный октогональный двор Михайловского замка в Петербурге имеет прототипы не только в классической архитектуре Италии (дворец в Капрароле), он восходит к октогональным раннехристианским баптистериям. Здесь, несмотря на кажущееся новаторство, прослеживаются глубокие христианские традиции петербургской постройки.
Восемь статуй, находящиеся в нишах южного фасада Михайловского замка: Сила, Изобилие, Победа, Слава и другие, вероятно, связанные с мальтийской символикой, олицетворяют добродетели идеального монарха. Архитектура колоннады парадного проезда через южные ворота и парадной лестницы Михайловского замка (В. Бренна) соотносится с аналогичными композициями западноевропейского барокко, например Королевского дворца в Казерте близ Неаполя (Л. Ванвителли, 1752—1774).
Западный (церковный) фасад замка выглядел наиболее нарядно. Он был украшен лепным карнизом и аллегорическими скульптурами Веры и Надежды. На месте окон третьего этажа, которых при Павле не было, располагались выполненные из белого каррарского мрамора медальоны с изображениями четырёх евангелистов (Иоанна, Луки, Матфея и Марка). Сейчас эти изображения находятся на внутренних стенах храма. Аттик завершался мраморными скульптурами святых апостолов Петра и Павла работы Паоло Трискорни. В тимпане южного фронтона над обелисками помещён рельеф «История заносит на свои скрижали славу России», выполненный скульптором П. Ч. Стаджи. На аттике здания две фигуры Славы держали щит с гербом Российской империи. На парапете кровли находились статуи, символизирующие российские губернии (не сохранились). Восемь статуй означали восемь главных губерний, это число соответствует восьми провинциям ордена иоаннитов.
Северный фасад замка, обращённый к Летнему саду, выделен широкой лестницей, ведущей в лоджию входа с мраморной колоннадой тосканского ордера. На высоких постаментах по сторонам: бронзовые реплики статуй Геркулеса и Флоры Фарнезских (император Павел распорядился перенести эти статуи с Камероновой галереи в Царском Селе). Смешение в архитектуре Михайловского замка классицистических и барочных мотивов относит это сооружение к переходному периоду в истории архитектурных стилей в России. Классицистические элементы рядом с романтическими образуют в Михайловском замке особенную «костюмированную архитектуру», предвосхищающую стиль ампир начала XIX века. Иногда рубеж XVIII—XIX веков в истории русского искусства именуют предромантизмом, однако в данном случае точнее будет сказать, что уникальный облик Михайловского замка представляет собой не только предромантическую или романтическую архитектуру, но, прежде всего, являет собой архитектурный портрет самого императора — трагической фигуры русской истории.
В комплекс сооружений замка входили:
- Дворец
- Воскресенский канал (засыпан, восстановлена часть под Трёхчастным мостом)
- Трёхчастный мост
- Горнверк, на котором был установлен памятник Петру I (современная площадь Петра Великого, ранее площадь Коннетабля)
- Кленовая улица
- Два павильона Кордегардий Михайловского замка

| Западный фасад с выступающей апсидой церкви | Южный (главный) фасад | Восточный фасад | Северный фасад (вид со стороны Летнего сада) |

### Помещения замка
- Анфилада парадных покоев императора Павла I
  - Воскресенский зал (другие названия Большой, Белый, Кавалергардский) был первым в анфиладе парадных покоев императора Павла I и предназначался для проведения официальных приемов, а также балов в дни праздников. С 20 до 23 марта 1801 года в Воскресенском зале было выставлено для прощания тело почившего императора Павла I: 20 марта тело Павла было «с парадной на троне кровати положено во гроб, до того близ трона приготовленный» и перенесено «через парадные покои и большое аудиенц-зало в Траурный зал, на приуготовленный тут катафалк»; по сторонам были размещены императорские регалии и ордена.Семенов В. А. «Павел, бедный Павел, бедный князь!»[21]. После отъезда из замка императорской семьи зал использовали под склад, здесь хранились «астрономические инструменты». Позже в зале размещалась канцелярия, архив и книгохранилище Комиссии Духовных училищ. В 1820-х годах в зале размещалось Управление Инженерного департамента. В начале XX века зал использовали «для занятий юнкеров». В начале 1950-х годов в помещении устроили спортзал. В 1960-е годы, зал переоборудовали под книгохранилище Центральной военно-морской библиотеки[22].

Огромный (348,5 м².) двусветный Воскресенский зал располагается над Воскресенскими воротами замка. Окна зала выходят на южный фасад замка и на южную сторону восьмиугольника большого двора. Интерьер зала создан по проекту Винченцо Бренны. Стены зала отделаны жёлтым с темными пятнами искусственным мрамором. в нижней части стен проходит лепная, со вставками искусственного мрамора, с ромбовидными филенками стеновая панель. Из натурального «серого сибирского мрамора» изготовлены два камина «на шести дорических колоннах», расположенные на торцевых стенах, профилированные дверные наличники, балконные проемы и наличники окон первого яруса. Камины были восстановлены при реставрации по обмерным чертежам начала XIX в. Плоский с падугой потолок зала оформлен полихромной живописью (темперно-клеевая по штукатурке).
Первоначально на стенах зала размещались 6 картин на сюжеты из русской истории, сюжеты картин были определены лично императором Павлом I. После реставрации возвращены на свои исторические места в Воскресенский зал оригиналы двух полотен, написанных для Михайловского замка Григорием Угрюмовым: «Взятие Казани 2 октября 1552 года войсками Ивана Грозного» (1797—1799 гг.) и «Призвание Михаила Федоровича Романова на царство 14 марта 1613 года» (не позднее 1800 г.). Написанные Дж. А. Аткинсоном полотна «Крещение князя Владимира», «Дмитрий Донской на поле Куликовом», хранящиеся в Третьяковской галерее (Москва), заменены полноразмерными фотокопиями. На месте висевших над каминами полотен «Полтавская баталия» В. К. Шебуева и «Соединение российского и турецкого флота и проход его через Босфор» В. П. Причетникова, при выполнении реставрации размещены зеркала. Потолок зала украшал 8 угольный плафон, значившийся в описи 1822 года, как «Осьмигранный плафон аллегорический представляющий Ободрение наук и коммерции». Автором плафона считают Ф. С. Фонтебассо («господина Фондепаса»). При реставрации зала на потолке восстановлен поздний плафон (около 1910 года), с символикой Инженерного училища (изображение белого мальтийского креста с включенной в него короной, фортецией и вензелем императора Николая I) в лепной восьмиугольной раме. Зал освещался четырьмя большими бронзовыми фонарями с выпуклыми стеклами.
- - Большой Тронный зал императора Павла I предназначался для проведения официальных церемоний и парадных аудиенций. После отъезда из замка императорской семьи, зал вошёл в число помещений, занятых генералом П. К. Сухтеленом, в зале находилась библиотека генерала. В 1820-х годах в зале разместился Архив Инженерного департамента, вдоль северной стены помещения были размещены двухъярусные книжные шкафы (сохранились до настоящего времени). После 1957 года в помещении располагался читальный зал Центральной военно-морской библиотеки[25].

Двусветный Тронный зал располагается в восточном крыле южного корпуса дворца, окна его выходят на Воскресенский канал. Интерьер зала создан по проекту Винченцо Бренны. В соответствии с первоначальным проектом стены зала были затянуты зелёным бархатом с золотым шитьём. В центре потолка, украшенного лепниной, находился написанный на холсте живописный плафон Дж. Валериани, состоящий из двух частей и представляющий «Аллегорию Мира» и «Аллегорию Победы». Во фризе, проходившем под потолком по периметру зала, помещались 76 живописных вставок с изображениями гербов российских городов и губерний. В нишах над дверями установлены шесть беломраморных античных бюстов римских императоров и их жен. У западной стены находилась печь с облицовкой искусственным мрамором, увенчанная бронзовым орлом и декорированная золочеными бронзовыми накладками. Трон императора располагался в глубине зала, у восточной стены, на возвышении из восьми ступенек под пунцовым балдахином. В процессе реставрации было воссоздано бархатное убранство стен, отреставрированы потолочные плафоны, 32 сохранившихся герба российских городов и губерний и воссозданы недостающие, воссоздана печь, установлены копии бюстов императоров в нишах над дверями
- - Овальный зал входит в анфиладу парадных покоев императора Павла I. Двусветный зал располагается в выступе восточного, обращенного к Фонтанке, фасада замка, рядом с Георгиевским залом. Два окна и балконная дверь выходят на набережную Фонтанки. Отделка зала была исполнена в по проекту архитектора Винченцо Бренны. Нижний ярус стен зала (в уровне бельэтажа) украшали 8 пар полуколонн ионического ордена искусственного мрамора. Над карнизом, разделяющим верхний и нижний ярусы стен размещаются восемь пар исполненных мастером К. Альбани кариатид, поддерживающих сводчатое перекрытие. Между ними находились пять лепных барельефов и три окна в одно зеркальное стекло. Перекрытие зала — уплощенный эллиптический купол с овальным панно в центральной части. На живописном плафоне работы А. Виги, были изображены боги Олимпа, остальная часть перекрытия кессонирована[23][27].

В середине XIX века, при устройстве модельных залов Инженерного училища, овальный зал был разделен на два этажа, был сбит карниз и десюдепорты, а также убран один из барельефов, на месте которого была сделана дверь. При реставрации в конце XIX века перекрытие было разобрано, декор зала восстановлен, на месте пятого барельефа, где при устройстве антресольного этажа был проделан дверной проем, была установлена памятная доска.
- - Георгиевский зал (другие названия Мраморная галерея, Мальтийская галерея) входил в анфиладу парадных покоев императора, примыкал к Мальтийской тронной императора и служил кордегардией для кавалеров Мальтийского ордена. Зал предназначался не только для орденских ритуалов, но и для светских праздников: 2 февраля 1801 года во время бала-маскарада в Мальтийской галерее были устроены танцы[28]. Отделка галереи была исполнена в по проекту архитектора Винченцо Бренна. Стены зала были выложены разноцветным мрамором. Вдоль западной стены располагались три изготовленных из белого мрамора камина, инкрустированных лазуритом, яшмой, и украшенных бронзовыми позолоченными накладками. Двери зала были украшены позолоченными бронзовыми накладками. Зал украшали мраморные античные скульптуры, позолоченные бронзовые и деревянные светильники. После отъезда из замка императорской семьи, камины, барельефы и колонны, паркетные полы, надкаминные зеркала и скульптуры были сняты и использованы для оформления интерьеров Павловского, Таврического и Мариинского дворцов[29]. Была снята вся мраморная облицовка стен, цветной мрамор перевезли в Новый Эрмитаж. Зал был неоднократно перестроен в XIX—XX веках, при этом первоначальный вид зала был утерян. Наиболее существенные изменения произошли в 1843 году. В 1953-1954 годах в зале проводились реставрационные работы, был частично реконструирован его первоначальный облик, при этом воссоздав многие элементы исторического убранства. В 2007 году строители полностью реконструировали чердачное перекрытие. Работы, проведённые в рамках проекта «Экономическое развитие Санкт-Петербурга», финансировались Министерством культуры при участии Международного банка реконструкции и развития[30].
  - Малая тронная императора Павла I(другие названия «Мальтийская тронная», «Малиновая Тронная»(название связано с цветом обивки стен); «Круглая Тронная») предназначалась для проведения официальных церемоний и парадных аудиенций. В отделке зала, в оформлении предметов убранства, как следует из документов, мальтийской символики не было. Поэтому, название «Мальтийская тронная» связывают с указанием на то, на то, что в соседней Мраморной галерее, через которую проходили в Тронный зал, стоял «караул Мальтийских кавалеров». В Малой тронной состоялась единственная официальная аудиенция датскому министру генерал-майору 2-го ранга графу Левендалю 24 февраля 1801 года.

Круглая в плане Малая тронная располагается в северо-восточном углу дворца, рядом с Георгиевским залом (кордегардией мальтийских кавалеров). Павел I задумал разместить Тронную в помещении, находящемся в противоположном углу здания от Парадной лестницы, так, что, прежде чем попасть на аудиенцию в этот зал, посетитель должен был совершить долгий путь и пройти целый ряд огромных и роскошно убранных апартаментов. Вход в торнную залу был оформлен величественной торцевой нишей, которой завершается вытянутая вдоль фасада обширная Мраморная галерея. Площадь зала — 115 м²., общая высота — 10.5 м.

Это было двусветное помещение, круглое в плане, перекрытое сводом, расписанным гризайлью «с золотом и арабесками» художником Карло Скотти. Свод поддерживали восемь пар «колоссальных» атлантов, между которыми находились четыре барельефа и четыре круглых окна с зеркальными стеклами. Карниз и фриз были лепными и частично позолоченными. Освещался зал серебряной люстрой на 32 подсвечника и восемью серебряными бра на стенах, украшенных изображениями орлов и вензелем Павла I, исполненных мастером И. В. Бухом. Стены зала были затянуты бархатными малиновыми обоями с золотым «гасом» по краям и обрамлены резным золоченым багетом. Таким же малиновым бархатом был отделан трон императора, стоявший на возвышении из трех ступеней, и балдахин над ним с вышитыми золотом гербами, а также шторы у окон. Восемь пилястр и нижняя часть стен были сделаны из искусственного светлокрасного с белым мрамора.
У восточной стены, напротив входа в Мраморную галерею, стоял императорский трон. Следует уточнить, что в описях троном называется не само кресло, а все сооружение, включая стену (задник), балдахин и ступени. Трон представлял собой обитый малиновым бархатом задник с таким же бархатным балдахином, «обложенные золотым гасом с золотою же бахрамою и с 14 -ю на шнурах кистями». На стенке трона золотом были вышиты гербы. Кресла и подножки, стоящие на троне, были резные, позолоченные, обиты малиновым бархатом и «обложенные золотым гасом; у коих на отвале Герб Российской вышитый золотом».
На окнах Малого тронного зала, согласно «Описи художественного убранства замка» И. Тизенгаузена 1801 года, были бархатные малиновые шторы с драпировками, подложенные малиновой тафтой и обшитые золотым гасом и шелковыми с золотом бахромой и аграмантом, «с такими же при каждом окошке 12-тью на шнурах кистями»
— АКТ по результатам государственной историко-культурной экспертизы проектной документации на проведение работ по сохранению объекта культурного наследия федерального значения «Замок».
Большая серебряная люстра на 32 свечи и восемь серебряных настенных кронштейнов с царскими вензелями и орлами в настоящее время находятся в Петровском зале Зимнего дворца).
С 17 до 20 марта 1801 года в Малом тронном зале было выставлено для прощания тело почившего императора Павла I: В 7 часов император Александр Павловичи возложили корону на голову покойного императора. После литии тело было перенесено в аудиенц-камеру и поставлено на трон под балдахином. В этот день, в виду церемонии, было допущено к поклонению всего 72 человека утром и 171 человек вечером, которые "подходили к руке покойного". В следующее два дня, 18-го и 19-го марта, было "допущено к руке" 11118 и 19600 человек, "в том числе воспитанницы благородного общества". 20-го марта тело покойного императора было "с парадной на троне кровати положено во гроб, до того близ трона приготовленный»Семенов В. А. «Павел, бедный Павел, бедный князь!»..
- Анфилада парадных покоев императрицы Марии Федоровны
  - Общий Столовый зал входил в анфиладу парадных покоев императрицы Марии Фёдоровны. Зал располагается в центральной части северного фасада. Пять балконных дверей ведут на открытую террасу, обращенную в сторону Летнего сада. В зале проходили обеды и ужины императорской семьи. В Столовом зале любили играть малолетние великие князья, и, во избежание несчастий, нижние части стеклянных дверей на балкон, распоряжению Марии Федоровны, закладывались мягкими подушками. Вечерами здесь устраивались камерные концерты. Последний концерт в Общем Столовом зале, на котором выступала Мадам Шевалье состоялся 10 марта 1801 года[31]. А 11 марта 1801 г. в этом зале состоялся последний ужин императора Павла I, после которого в ночь с понедельника 11 (23) марта на вторник 12 (24) марта 1801 года он был убит в своей спальне.

Отделка зала была осуществлена по проекту архитектора Винченцо Бренны в 1799—1801 гг. В центре торцевых стен помещались два камина из сибирского порфира, над которыми располагались огромные зеркала в резных золоченых рамах. Зал освещался 2 люстрами на пятьдесят свечей, исполненными по рисункам Дж. Кваренги и предназначавшимися первоначально для Георгиевского зала Зимнего дворца. В убранстве помещения были использованы порфировые вазы, бронзовые украшения и резная золоченая мебель, обитая пунцовым бархатом.
В середине XIX века Общий Столовый Зал разделён на три самостоятельных помещения, в которых располагались классы Главного Инженерного училища. В процессе проведения реставрационных работ 2002—2003 годов восстановлен первоначальный объём этого зала.
- - Тронная императрицы Марии Фёдоровны была исполнена по проекту Винченцо Бренны в 1799—1801 гг. Стены помещения, в котором стоял трон, были затянуты малиновым бархатом. В центре потолка в окружении частично вызолоченной и раскрашенной лепки помещался плафон «Суд Париса» работы художника Я. Меттенлейтера, в аллегорической форме прославлявший красоту хозяйки замка. В 1859 году по проекту К. А. Ухтомского в восточной стене зала (возле которой прежде размещался трон), была устроена полуциркульная арка, объединившая бывшие тронная и Предтронная комнаты императрицы, в которых устроили Модельный зал Главного Инженерного училища. Реставрация Тронной Марии Фёдоровны произведена в 2002—2003 годах[31].

Всего в Михайловском замке тронных зал было пять: две — самого государя-императора, потом государыни, великого князя и наследника Александра Павловича и его брата Константина, имевшего титул цесаревича.
- - Парадная опочивальня императрицы Марии Федоровны входила в анфиладу парадных покоев императрицы. Опочивальня располагается в восточном выступе северного фасада замка. Окна опочивальни выходят в сторону Летнего сада, застекленная балконная дверь опочивальни выходит на открытую террасу-лоджию. Из Парадной опочивальни императрицы был выход в Общий столовый зал. Отделка опочивальни была исполнена по проекту Винченцо Бренны. Стены опочивальни отделаны искусственным мрамором, на стенах располагаются огромные зеркала в резных золоченых рамах, со вставками расписанных растительными узорами стеклянных панелей. Потолок зала украшен тонкой золоченой лепниной. Двери опочивальни, с цветными (синими) стеклами, украшены позолоченными бронзовыми накладками. Напротив окон выходящих на Летний сад, располагается неглубокая ниша, выделенная коринфскими колоннами из цветного мрамора с золочеными капителями, которые поддерживают карниз, богато украшенный лепниной. Помещение освещалось двумя хрустальными люстрами с 26-ю подсвечниками. Дополнительное боковое освещение давали бронзовые светильники и жирандоли, украшенные хрустальным дополнением и женскими фигурами. Для опочивальни был заказан гарнитур, включавший кровать, кресла, канапе и табуреты. Все было обито парчой голубого цвета с серебряным шитьем. Резная деревянная с позолотой кровать под балдахином, украшенная четырьмя султанами из белых и голубых страусовых перьев, помещалась за массивной серебряной балюстрадой, в нише у южной стены[32]. Незадолго до окончания строительства замка Павел I приказал вернуть гарнитур Винченцо Бренна а его стоимость, 45 000 рублей, удержать из доходов архитектора.

### Домовый храм
Домовый храм Михайловского замка был освящён 21 ноября 1800 года в честь Архистратига Божия Михаила. В 1918 году храм был закрыт, ценные художественные предметы передали в музейный фонд. Помещение использовали под склад, позднее в нём располагались проектные организации. Вместе с тем храм был взят под охрану государства. Михайловский храм был первым помещением Инженерного замка, переданным Русскому музею для размещения экспозиций. Он открылся после реставрации, проведённой в 1991 году. С 1993 года в церкви время от времени проходили богослужения для сотрудников музея. Храм считается приписным к храму святых Симеона и Анны на Моховой улице. 24 ноября 2019 года митрополит Санкт-Петербургский и Ладожский Варсонофий освятил домовый храм Архистратига Михаила и возглавил Божественную литургию в новоосвящённом храме.
| Общий Столовый зал | Тронный зал императрицы Марии Фёдоровны | Георгиевский зал | Овальный зал | Плафон Овального зала | Парадная опочивальня императрицы Марии Федоровны |

## Сорок дней замка при Павле I, легенды и предания

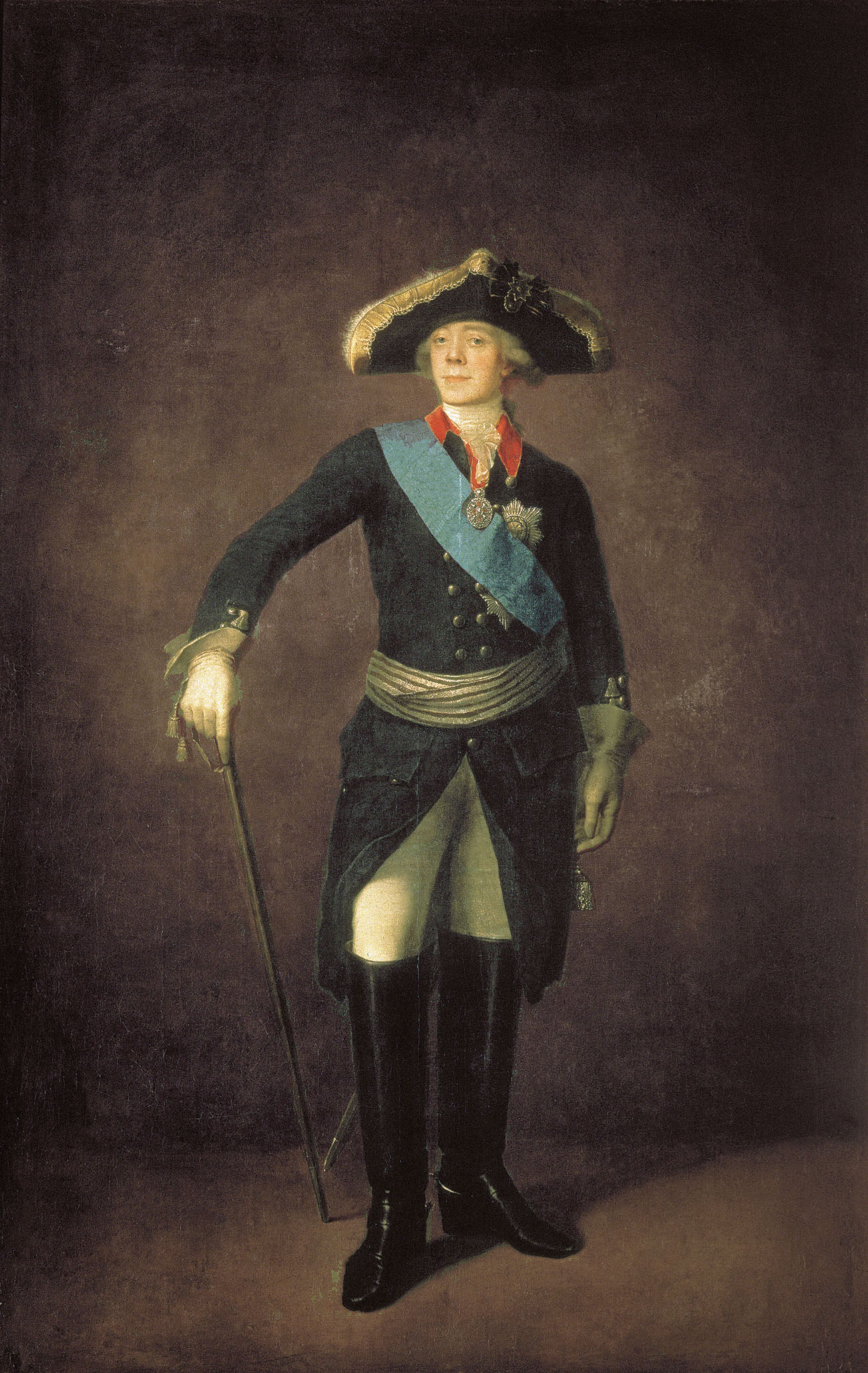
Павел на портрете работы С. Щукина

Опасавшийся дворцовых переворотов Павел не желал оставаться в Зимнем дворце, решив построить себе новую резиденцию. Существует предание, что солдату, стоявшему ночью на часах в Летнем дворце, явился юноша, окружённый сиянием, который сказал: «Иди к императору и передай мою волю — дабы на этом месте был воздвигнут храм и дом во имя архистратига Михаила». Солдат, сменившись с поста, сообщил о происшествии начальству, потом императору. Так якобы и было принято решение о строительстве нового дворца, так было дано ему имя — Михайловский.
Любопытно, что по одной из семейных легенд статский советник И. Л. Данилевский, восхищаясь красотой только что построенного Михайловского замка в Петербурге, ходатайствовал перед Павлом о добавлении к своей фамилии «Михайловский». Его сын, Александр Иванович Михайловский-Данилевский, стал известным военным историком.
Император планировал проводить в замке собрания и торжественные церемонии мальтийских рыцарей, что нашло своё отражение в отделке его парадных апартаментов. Единственным парадным приёмом стала аудиенция датскому министру графу Левендалю, данная 24 февраля в Мальтийском тронном зале.
1 (13) февраля 1801 года Павел и его семья переехали в новый дворец. Павел I переселился в Михайловский замок, когда ещё даже не успели просохнуть стены нового здания и, по свидетельству очевидцев, в помещениях «стоял такой густой туман, что несмотря на тысячи восковых свечей, едва мерцавших сквозь мглу, всюду господствовала темнота», «повсюду видны были следы сырости и в зале, в которой висели большие исторические картины, я видел своими глазами, несмотря на постоянный огонь в двух каминах, полосы льда в дюйм толщиной и шириной в несколько ладоней, тянувшиеся сверху донизу по углам». На другой день после торжественного переезда в замке состоялся маскарад.
Когда на мрачную Неву

Звезда полуночи сверкает

И беззаботную главу

Спокойный сон отягощает,

Глядит задумчивый певец

На грозно спящий средь тумана

Пустынный памятник тирана,

Забвенью брошенный дворец —

И слышит Клии страшный глас

За сими страшными стенами,

Калигулы последний час

Он видит живо пред очами,

Он видит — в лентах и звездах,

Вином и злобой упоенны,

Идут убийцы потаенны,

На лицах дерзость, в сердце страх.

Молчит неверный часовой,

Опущен молча мост подъемный,

Врата отверсты в тьме ночной

Рукой предательства наемной...
Последний концерт в Общем Столовом зале состоялся 10 марта 1801 года, на нём, в частности, выступала мадам Шевалье (которой однажды удалось задеть сердце императора тем, что она пела в платье цвета стен Михайловского замка). А в ночь с 11 на 12 (24) марта 1801 года Павел был убит в собственной спальне.
После смерти Павла царская семья вернулась в Зимний дворец, замок потерял значение парадной резиденции, перешёл в ведение Министерства Императорского двора и постепенно пришёл в запустение.
Существуют легенды, связанные с убийством Павла в замке: рассказывают, что за несколько месяцев до смерти императора появилась в Петербурге юродивая (по некоторым версиям — Ксения Петербургская), которая предрекла, что жить ему столько лет, сколько букв в надписи над Воскресенскими воротами нового дворца: «ДОМУ ТВОЕМУ ПОДОБАЕТЪ СВЯТЫНЯ ГОСПОДНЯ ВЪ ДОЛГОТУ ДНЕЙ», содержавшей сорок семь символов. Сорок седьмой год шёл Павлу, когда он был убит. В 1901 году в очерках, изданных к 200-летнему юбилею Петербурга, В. М. Суходрев упоминает об этом тексте как о существующем, то же повторяет В. Я. Курбатов в 1913 году. В 1925 году надпись была демонтирована по ходатайству Ленинградской военной школы. В настоящее время при последней реконструкции надпись восстановлена.

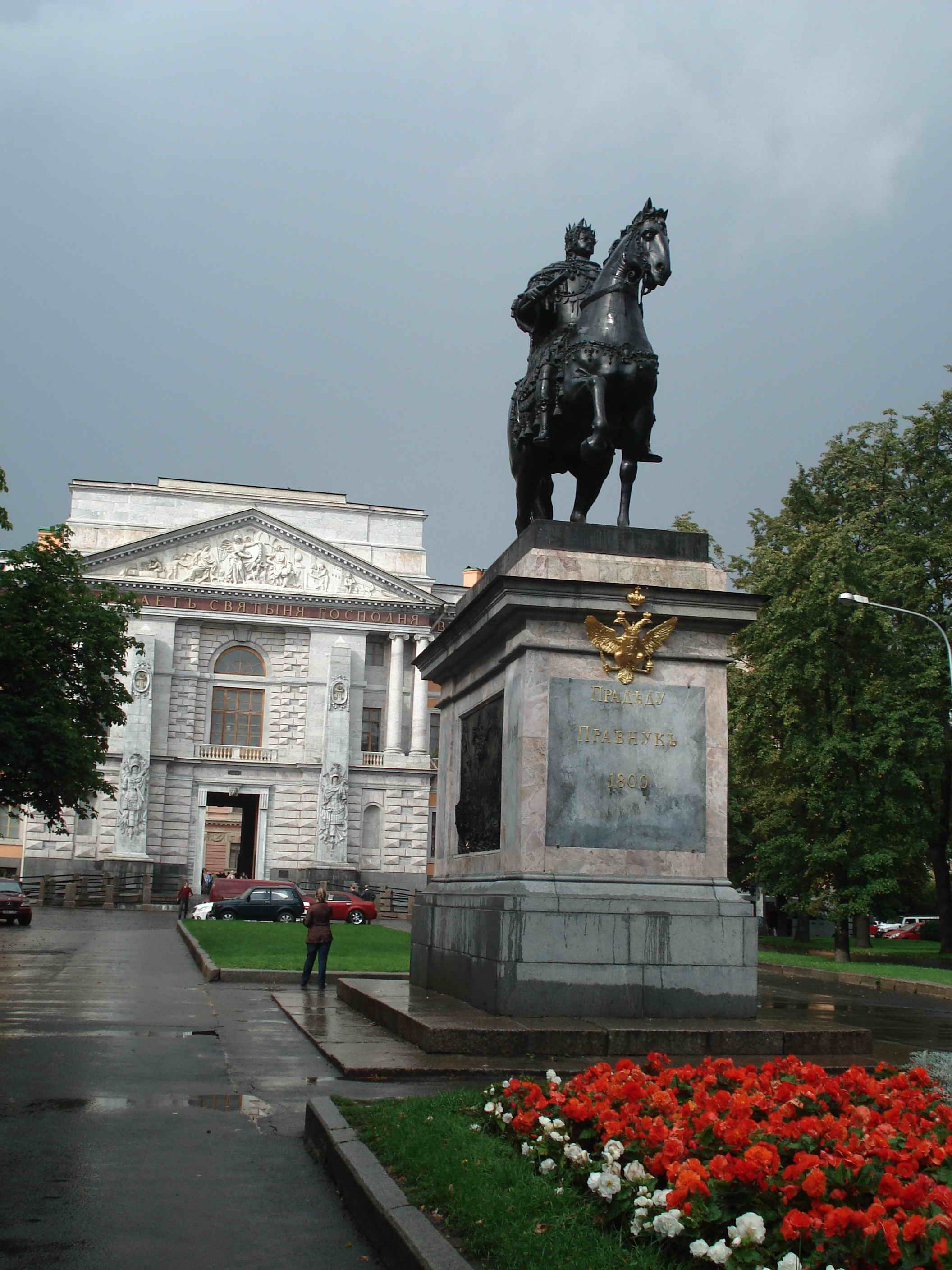
Фасад с надписью и памятник Петру Великому

Текст «ДОМУ ТВОЕМУ ПОДОБАЕТЪ СВЯТЫНЯ ГОСПОДНЯ ВЪ ДОЛГОТУ ДНЕЙ» представляет собой несколько изменённые слова последнего стиха 92-го псалма (Пс. 92:5) в церковнославянском переводе: «Дому Твоему подобаетъ святыня, Господи, в долготу дній». Медные буквы были выполнены для Воскресенского собора Смольного Монастыря, затем перенесены на стройку Исаакиевского собора, а при Павле переместились на его резиденцию. Надпись могла иметь символическое значение, но какое именно, — достоверно неизвестно; совпадение количества букв и лет, прожитых императором, — вероятнее всего, наблюдение, сделанное задним числом, никаких достоверных данных о предсказании мы не имеем.

### Призрак Михайловского замка
Другая, более известная легенда гласит, что призрак убитого заговорщиками императора не смог покинуть место своей смерти. Призрак царя стали часто видеть: взвод солдат столичного гарнизона, перевозившие военное имущество, новые обитатели дворца — разводящий ефрейтор училища Лямин, и прохожие, замечавшие в окнах светящуюся фигуру.
Легенда возводит появление призрака Михайловского замка ко времени, непосредственно последовавшему за гибелью здесь императора Павла I. Однако слухи о призраке появляются не ранее конца 1840-х годов.
Образ призрака активно использовался, если не был создан, старшими кадетами Николаевского Инженерного училища, обосновавшемся в Михайловском замке, для запугивания младших.
Известность призраку принёс занимательный, но в полной мере демистифицирующий рассказ Н. С. Лескова «Привидение в Инженерном замке», целью которого было привлечение внимания к дедовщине, царившей в училище.
В 1980-е годы сотрудники Комиссии по аномальным явлениям при Русском Географическом Обществе Российской Академии Наук провели ограниченное и неофициальное исследование предполагаемой аномальной активности в здании. Исследование заключалось в опросе отдельных сотрудников Патентной библиотеки (располагавшейся в это время в Михайловском замке), съёмке помещений на плёночный фотоаппарат и измерении магнитного поля. Также использовался метод, известный как лозоходство.

### Цвет стен Михайловского замка
Одна из легенд Михайловского замка связана с цветом его стен: согласно одной из версий, он был выбран в честь перчатки фаворитки императора Анны Гагариной (Лопухиной). По другой — это был традиционный цвет мальтийского ордена. Вслед за выбором царя цвет вошёл в моду, и на некоторое время фасады некоторых петербургских дворцов перекрасили в тот же цвет.
По преданию, когда строительство Михайловского замка, названного в честь св. Архангела Михаила, небесного покровителя дома Романовых, приближалось к завершению, на одном из дворцовых балов взволнованная танцами Анна Лопухина вдруг обронила перчатку. Оказавшийся рядом Павел I, демонстрируя рыцарскую любезность, первым из присутствующих мужчин поднял её и собрался было вернуть владелице, но вдруг обратил внимание на странный, необычный, желто-оранжевый цвет перчатки. На мгновение задумавшись, император тут же отправил её архитектору Бренне в качестве образца для составления колора дворца.

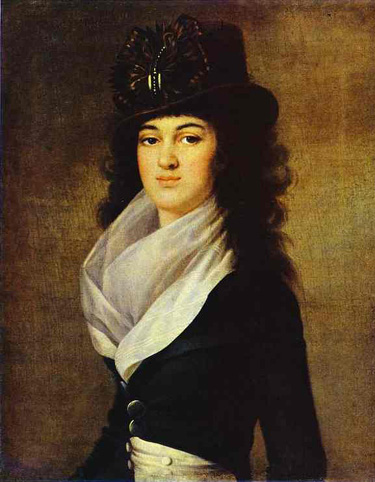
Анна Петровна Лопухина

Когда Русский музей занялся реставрацией дворца, стены замка были кирпично-красного цвета, к которому давно привыкли горожане, считая именно его первоначальным, тем более, что он совпадал с цветами Мальтийского ордена. Но остатки первоначальной краски реставраторы обнаружили под штукатуркой дворцового фасада, и этот трудно определяемый цвет (розовато-оранжево-жёлтый) сильно отличался от привычной расцветки, подтверждая историю о перчатке.

## Послепавловская история замка
После убийства императора, через 40 дней после новоселья, Михайловский замок был покинут и на два десятилетия пришёл в запустение. Когда Александру I понадобилось серебро для роскошного сервиза — свадебного подарка сестре Анне Павловне, королеве Нидерландов, на переплавку пошли серебряные врата из дворцовой церкви. Николай I приказал архитекторам «добывать» во дворце мрамор для постройки Нового Эрмитажа.
В 1819 году замок заняло Главное инженерное училище, от которого пошло его второе название — «Инженерный». В помещении императорской спальни, где был убит Павел I, в 1858 году по указанию императора Александра II была освящена церковь св. первоверховных апостолов Петра и Павла.
В 1820 году Карл Росси перепланировал территорию вокруг замка. Подъёмные мосты были убраны, а каналы засыпаны. В последующие годы замок постепенно терял первозданный облик. Руководил строительством тогда Томмазо (Фома Леонтьевич) Адамини. В 1829—1835 годы была произведена перестройка и перепланировка интерьеров для нужд инженерного училища (архитектор А. Я. Андреев). В 1893—1894 годах замок перестраивался архитектором Н. Л. Шевяковым.
C 1855 года в замке также размещалась Николаевская инженерная академия. В замке до 1917 года размещалось также Главное инженерное управление Военного министерства.
После Октябрьской революции с 1918 года в замке размещались 1-е Инженерные Петроградские командные курсы, в 1920-х — 1930-х годах — Военно-инженерная школа и Военно-инженерный исторический музей РККА, в 1925—1932 годах — Военно-техническая академия. Затем до 1941 года в замке размещалось Ленинградское военно-инженерное училище, которое во время Великой Отечественной войны было эвакуировано в Кострому, а в замке разместили два эвакуационных госпиталя более чем на 2000 коек. С 1941 по 1944 годы замок неоднократно подвергался бомбардировкам и артобстрелам. 4 апреля 1942 года в него попали две 250-килограмовые фугасные бомбы, которые разрушили часть северо-восточного корпуса замка, при этом погибли 54 больных и раненых и 6 медицинских работников. Осенью 1944 года в замок вернулось военно-инженерное училище, и начались работы по его восстановлению.
В 1951 году в замке был также размещен кораблестроительный факультет Высшего военно-морского инженерного ордена Ленина училища им. Ф. Э. Дзержинского, а в 1957 году — также Центральная военно-морская библиотека. В начале 1960-х годов Ленинградское военно-инженерное училище было переведено в Калининград, а кораблестроительный факультет училища им. Ф. Э. Дзержинского вернулся в здание Адмиралтейства.
С 1963 года в замке располагалась Центральная научно-техническая библиотека Ленинградского центра научно-технической информации и пропаганды, в нём находились в этот период и иные учреждения. В 1980-х в замке располагались Ленинградский Центр научно-технической информации (ЛенЦНТИ), Ленинградский филиал Всесоюзного научно-исследовательского института технической эстетики (ВНИИТЭ), Всесоюзный проектный институт «ГипроНИИнеметаллоруд», Ленинградский государственный институт по проектированию заводов энергетического машиностроения «Ленгипроэнергомаш», ЛПО вычислительной техники и информатики, СКБ «Индикатор». По решению Ленгорисполкома от 4 июля 1988 года замок надлежало использовать только под музей и Центральную военно-морскую библиотеку (она находилась в нём до 2018 года), а прочие учреждения стали поэтапно выселяться из него. Из-за использования разными учреждениями различных ведомств на протяжении долгого времени состояние замка оставляло желать лучшего: дворцовые залы были перегорожены вдоль и поперёк, плафоны и росписи на стенах — грубо закрашены.
В 1991 году треть помещений замка была передана Государственному Русскому музею, а всё здание (за исключением помещений библиотеки ВМФ) передано в распоряжение музея в 1994 году. К 300-летнему юбилею города замок был отреставрирован, восстановлены многие интерьеры в том виде, в каком были при Павле, а также надпись на фасаде (ранее закрытая листовым железом) и статуи со стороны Летнего сада. Были реконструированы и открыты сохранившиеся под землёй фрагменты Воскресенского канала и Трёхпролётного моста — часть инженерно-фортификационных сооружений, окружавших замок. Торжественное открытие Михайловского замка состоялось 27 мая 2003 года. В залах замка открыты постоянные экспозиции — «Античные сюжеты в русском искусстве», «Эпоха Ренессанса в творчестве русских художников», «История замка и его обитателей» и «Открытый фонд скульптуры».

## Памятники
Во дворе замка и перед его главным фасадом с интервалом в 203 года были установлены памятники двум русским императорам.
| Памятник Петру I перед главным фасадом замка | Памятник Павлу I во дворе замка |

- В 1800 году на площади Коннетабля перед замком был установлен памятник Петру I с надписью «Прадеду правнук», отлитый в 1745—1747 годах по модели скульптора Б. К. Растрелли, сделанной ещё при жизни Петра I. Облицованный мрамором пьедестал высечен архитектором Ф. И. Волковым. На нём укреплены бронзовые барельефы «Полтавская баталия» и «Бой при Гангуте», созданные молодыми скульпторами В. И. Демут-Малиновским, И. И. Теребенёвым и И. Е. Моисеевым при руководстве М. И. Козловского.
- В 2003 году во внутреннем дворе замка был установлен памятник Павлу I работы скульптора В. Э. Горевого, архитектор В. И. Наливайко.

## Нумизматика и филателия

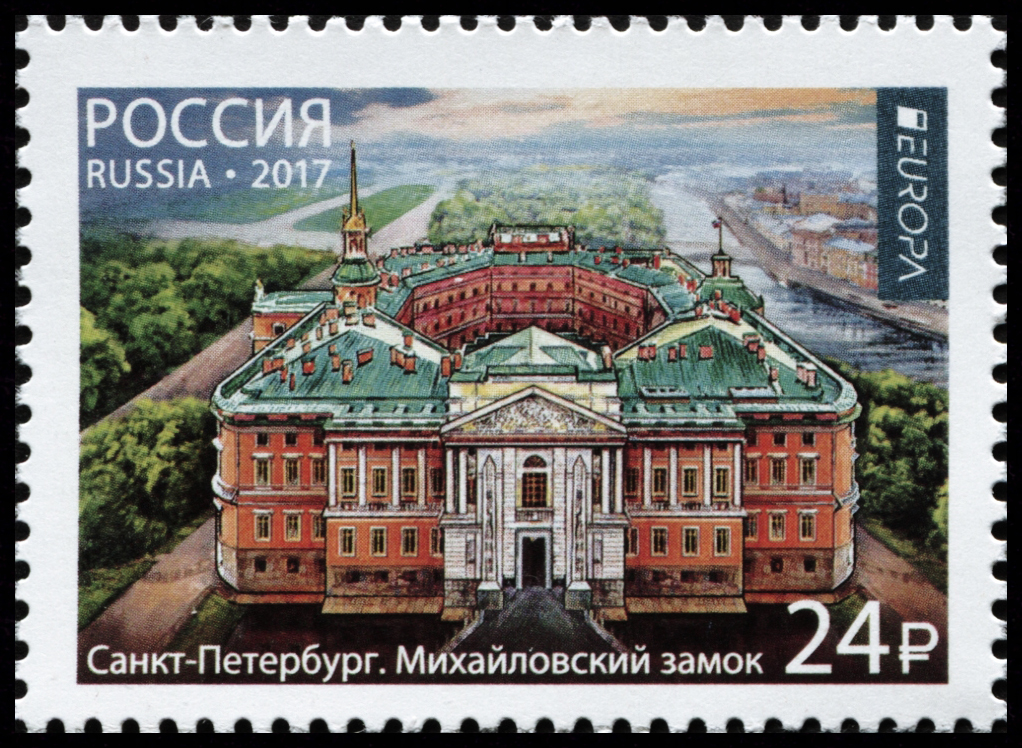
Почтовая марка России с изображением Михайловского замка

- 15 марта 2017 года АО «Марка» была выпущена почтовая марка по программе «Европа» с изображением на ней Михайловского замка[51].
- 5 июля 2017 года Банк России выпустил в обращение памятные серебряные монеты номиналом 25 рублей «Винченцо Бренна» серии «Архитектурные шедевры России». На монете расположены портрет архитектора Бренны и изображение Михайловского замка[52].
- 1 марта 2022 года АО «Марка» была выпущена в почтовое обращение карточка с литерой «В», также посвящённая Михайловскому замку[53].